# Ibrahim ibn Tashfin
Ibrahim ibn Tashfin, död 1147, var regerande amir av Almoravidernas rike 1145–1147.